# Май Иваныч Мухин
Май Ива́ныч Му́хин — виртуальная личность, то есть жизнеподобный образ фиктивной личности, наделённый определёнными чертами характера и биографией, обусловившими стилистику текстов и манеру сетевого поведения.
Является, по-видимому, первой в Рунете и во всяком случае первой получившей широкую известность и признание виртуальной личностью. Создана филологом и сетевым обозревателем Романом Лейбовым ещё до повсеместного распространения Интернета: изначальная идея проекта заключалась в отсылке бумажных писем в адрес известных писателей. Пик активности Мая Иваныча Мухина приходится на 1994—1997, когда от его имени осуществлялось несколько проектов. По мнению Евгения Горного, стиль сочинений М. И. Мухина оказал значительное влияние на плеяду русских сетевых обозревателей и публицистов.
М. И. Мухин предстаёт типом умудрённого жизненным опытом пенсионера, освоившего современные информационные технологии и ставшего энтузиастом интернета («Internet rulez!»). В качестве такового был приведён в пример в публичном выступлении президента Эстонии Леннартом Мери.
О популярности Мухина в интернет-сообществе говорит тот факт, что к его дню рождения в ноябре 2007 года веб-сайт Май Иваныча был взломан питерскими хакерами. В таком состоянии он остается по сей день.
Феномен Мухина используется учёными, исследующими различные аспекты существования культурной среды раннего русского Интернета. Так, по мнению О. Б. Скородумовой, М. И. Мухин является примером того, что

даже когда виртуальная личность не скрывает того, что она виртуальная, окружающие воспринимают её и относятся к ней как к реальной.

Немецкая славистка Энрика Шмидт указывает, что один из проектов, приписанных М. И. Мухину, служит ярким образцом «художественной переработки семиотического материала виртуальной среды».

## Виртуальная биография
Родился 4 ноября 1917 в Вятке. Старейший и, главное, знатный деятель русского Интернета, Первый и Последний Пенсионер в Повсеместно Протянутой Паутине (ПППвППП). Проживший насыщенную интересную жизнь, Май Иваныч стал признанным авторитетом в области электронных коммуникаций.
Личным секретарем Май Иваныча Мухина является доктор филологии Роман Лейбов.